# Cathédrale Verkhospasskaïa de Moscou

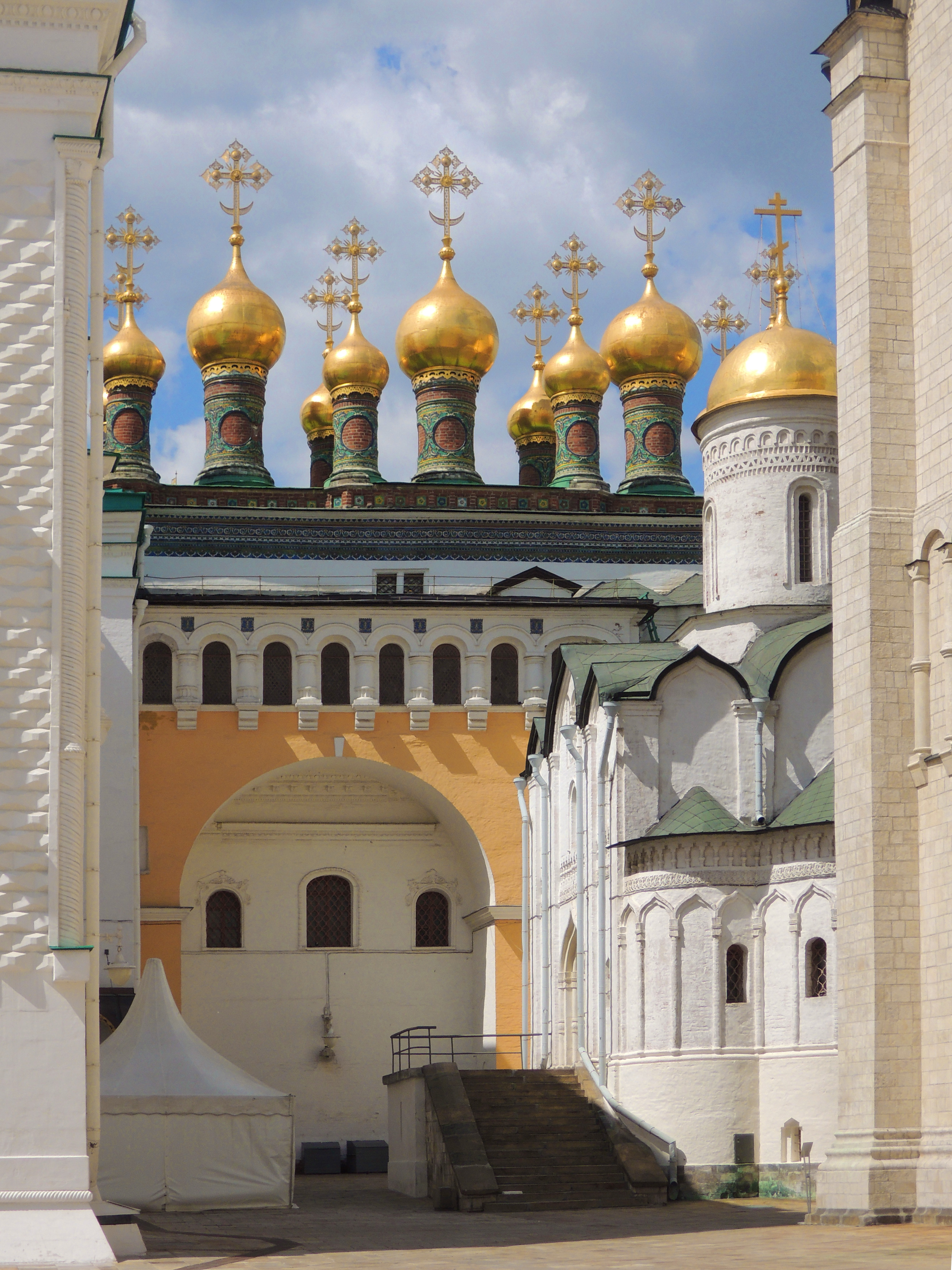
Cathédrale Verkhospasskaïa au Kremlin

La cathédrale Verkhospasskaïa (littéralement : du Sauveur d'en haut), ou les églises des Terems (en russe : Верхоспасский собор) au Kremlin de Moscou, est le nom commun donné au complexe de chapelles ou églises privées des tsars russes au Palais des Terems. Le fait que plusieurs églises ou chapelles sont superposées les unes au-dessus des autres, fait aussi appeler l'ensemble : les Églises des Terems. Elles ne sont pas accessibles au public, mais leurs terrasses couvertes de coupoles sont visibles entre l'Église de la Déposition-de-la-robe-de-la-Vierge et le Palais à facettes au-dessus de l'arcade du Palais Doré de la Tsarine,.

## Description
Les églises privées, réservées aux proches du tsar, à proximité de leur lieu de résidence, existent depuis longtemps au Kremlin de Moscou, et parmi celles-ci, celles du Palais des Terems. Au milieu du XVIIe siècle, elles étaient situées dans divers bâtiments de tailles différentes situés au sous-sol du palais princier au nord de l'Église de la Déposition-de-la-robe-de-la-Vierge au Kremlin :
- Les chapelles privées superposées du tsar et de la tsarine sont : 
  - L'église de la Grande Catherine. Située au premier étage du palais des Terems, en face du palais doré de la Tsarine, elle est déjà mentionnée dans les sources relatives aux églises des terems antérieures. Construite en 1627, par l'anglais John Thaler, à la place d'une église précédente en bois qui avait brûlé. Après un autre incendie en 1737, elle a été reconstruite. En 1843, selon le projet de Dmitri Tchitchagov, l'intérieur a été complètement redessiné, tandis que Fedor Solntsev réalisait une nouvelle iconostase.
  - L'église de la Résurrection de Slovouchchty ou église de la Résurrection a été dédiée à Eudokia avant 1681. Elle est construite au-dessus de l'église de Catherine en 1654, au même niveau que la cathédrale Verkhospasskaïa, au nord de celle-ci. En 1678, y est installée une iconostase sculptée et dorée: « composée de sculptures raffinées, elle se présente comme un mélange d'or, d'argent et de couleurs vives qui lui donnent l'apparence de la porcelaine et du nacre ». En 1840, les murs sont décorés de fresques.
- L'église privée du tsar et de la tsarine dénommée de la Sainte Face comprenant la cathédrale Verkhospasskaïa en plus de la chapelle située au nord et dédiée à Jean de Belgrade [3], qui a été construite au-dessus du Palais Doré de la Tsarine, en même temps que les niveaux 3, 4 et 5 des terems, en 1635—1636. En 1682, la chapelle a été consacrée et dédiée par Ivan V sous le nom de « chapelle de la conception de Jean le Baptiste».
- L'église de l'Élévation de la croix du Kremlin de Moscou est construite au-dessus d'une chapelle de la cathédrale Verkhospasskaïa en 1679—1681. À cet emplacement elle semblait posée au-dessus de toutes les églises des terems et disposait d'un accès vers le chœur de l' Église de la Résurrection de Slovouchchty, étant reliée au toit du Palais à Facettes. Jadis, un escalier étroit et court menait à cette église ».

Durant les années 1680, les deux édifices l'église de la Résurrection et celle de l'Élévation de la croix ont été placées en dessous d'un même toit. Le complexe s'est fondu en un seul volume, sur lequel ont été élevées onze coupoles dorées, s'appuyant sur de minces tambours. Ces tambours de brique sont posés sur des bases en pierre blanche et garnis de reliefs et faïence polychrome. Ce type de décoration se développait à Moscou dans la seconde moitié du XVIIe siècle sous l'influence d'artistes biélorusses qui étaient venus y travailler. 
Les travaux ont été supervisés par l'architecte réputé Osip Startsev (en). Les coupoles ont été décorées de tuiles provenant des travaux du Monastère de la Nouvelle Jérusalem. Les kleimos ronds des tambours servaient de niches à des figures de saints réalisées sur des feuilles de cuivre (ces figures ne sont plus présentes aujourd'hui).

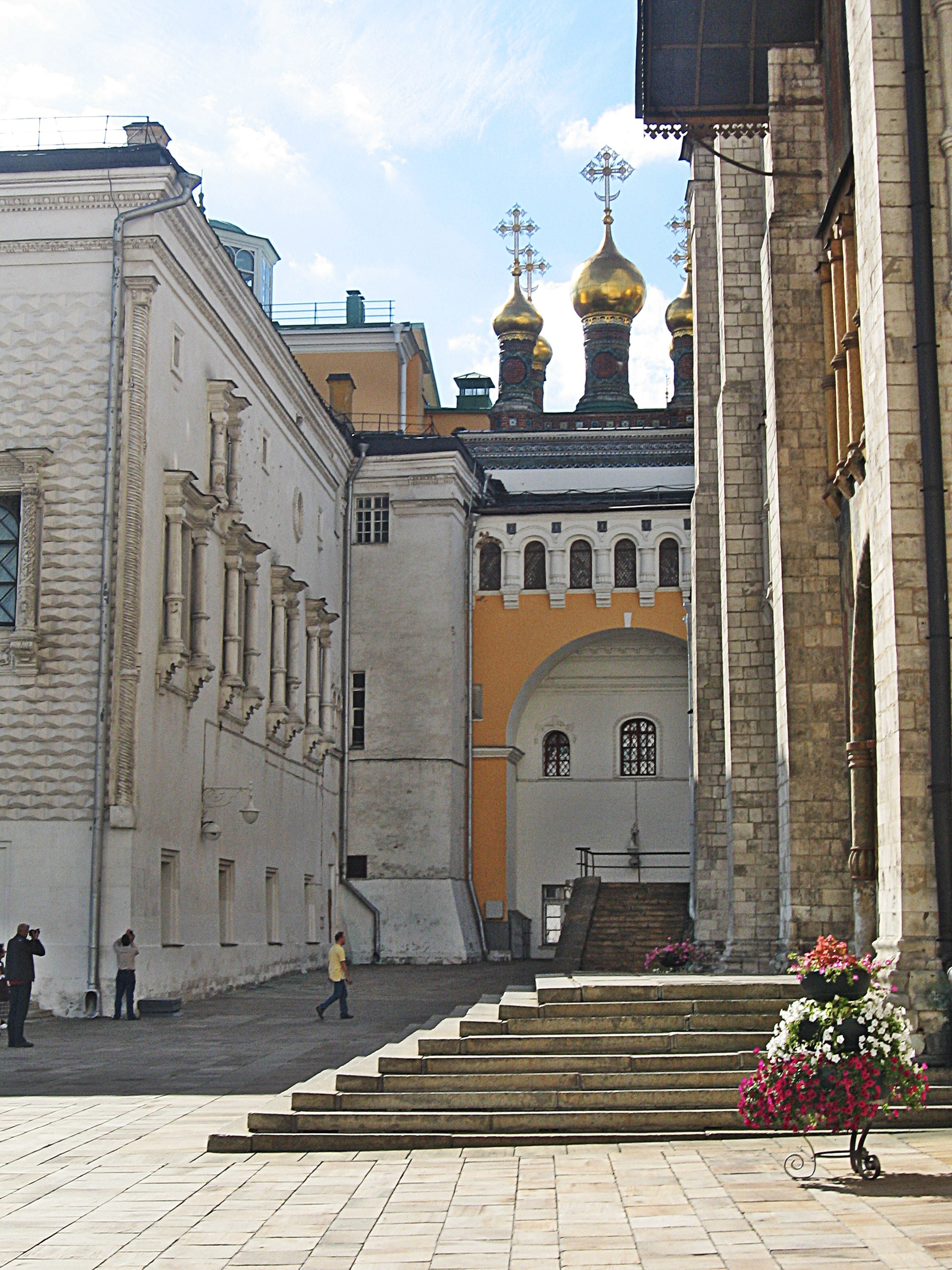
Façade de Verkhospasskaïa entre le Palais à Facettes et l'église de la Déposition

Lors de la construction dans les années 1840 du Grand Palais du Kremlin, la cathédrale Verkhospasskaïa s'est retrouvée incluse dans le nouvel édifice, mais après la révolution d'Octobre, à la suite de la restauration du palais des Terems, elle a retrouvé son aspect ancien, en particulier sur la façade nord. 